# Espezel
Espezel é uma comuna francesa na região administrativa de Occitânia, no departamento de Aude. Estende-se por uma área de 14,31 km². Em 2010 a comuna tinha 222 habitantes (densidade: 15,5 hab./km²).